# Rovlevande pungdjur
Rovlevande pungdjur (Dasyuromorphia eller Dasyurida) är en ordning i infraklassen pungdjur. De flesta köttätande pungdjur tillhör denna ordning. Dessa djur fick av europeiska nybyggare namn som hänvisar till rovdjur (Carnivora) eller till andra däggdjur som finns i Europa. Likheterna är bara ytliga och beror på konvergent evolution, så det finns ingen nära släktskap mellan europeiska och australiska "rovdjur".
Idag förekommer två familjer, rovpungdjur (Dasyuridae) och myrpungdjur (Myrmecobiidae). Den sista arten i familjen pungvargar Thylacinidae, pungvargen, dog ut 1936.

## Beskrivning
Rovlevande pungdjur skiljer sig inte så mycket i kroppsbyggnaden, däremot tydlig i storleken. Vissa arter når bara storleken av en mus och räknas till de minsta pungdjuren överhuvudtaget. Till exempel är Planigale ingrami som tillhör släktet dvärgpungmöss bara 4 till 6 gram tung och når halva längden av en husmus. Å andra sidan blir tasmansk djävul med svans över en meter lång och vikten går upp till 12 kilogram, den utdöda pungvargen blev ännu större. Arterna har ingen blindtarm och deras svans kan inte användas som gripverktyg.
Det är allmänt skickliga och snabba jägare som beroende på storlek livnär sig av insekter eller små ryggradsdjur som småfåglar, ödlor och möss. Tasmansk djävul och pungmården Dasyurus maculatus dödar ibland små vallabyer.
Inte hos alla rovlevande pungdjur utvecklar honor en pung, pungen saknas till exempel hos myrpungdjuret och hos flera mindre arter i familjen rovpungdjur. Ibland utvecklas bara skyddande hudveck eller en tillfällig pung före dräktigheten.

## Utbredning
Ordningens medlemmar förekommer i Australien, Nya Guinea, på Tasmanien och mindre öar i samma region.

## Systematik
Till ordningen räknas tre familjer, två recenta och en utdöd familj:
- Rovpungdjur (Dasyuridae), med omkring 60 arter, till familjen räknas pungmårdar, tasmansk djävul och ett stort antal mindre arter.
- Myrpungdjuret (Myrmecobius fasciatus), listas i en egen familj, Myrmecobiidae.
- även den tredje utdöda familjen, Thylacinidae, bildades av en enda art, pungvarg (Thylacinus cynocephalus).

De utdöda punglejon (Thylacoleonidae) listas däremot till en annan ordning, fåframtandade pungdjur (Diprotodontia).
De äldsta kända fossilen som räknas till ordningen Dasyuromorphia dateras till sen oligocen. Troligtvis uppkom djurgruppen tidigare.